# Шавањ ан Паје
Шавањ ан Паје (фр. Chavagnes-en-Paillers) насеље је и општина у западној Француској у региону Лоара, у департману Вандеја која припада префектури Ла Рош сир Јон.
По подацима из 2011. године у општини је живело 3386 становника, а густина насељености је износила 83,46 становника/km². Општина се простире на површини од 40,57 km². Налази се на средњој надморској висини од 80 метара (максималној 92 m, а минималној 36 m).

## Демографија
| 1962. | 1968. | 1975. | 1982. | 1990. | 1999. | 2011. |
| ----- | ----- | ----- | ----- | ----- | ----- | ----- |
| 2.900 | 2.933 | 2.910 | 2.909 | 2.870 | 2.963 | 3.386 |

График промене броја становника у току последњих година